# Дубль (футбол)
Дубль (англ. The Double) — у футболі — перемога команди в чемпіонаті країни вищої ліги і в Кубку країні під час одного і того же футбольного сезону. Термін виник в англійському футболі і згодом набув поширення в інших країнах: спочатку в інших складових частинах Сполученого Королівства, які влаштовують окремі футбольні чемпіонати — Шотландії, Уельсі та Північній Ірландії, а потім і в континентальній Європі.
В Англії першою командою, якій вдалося здійснити дубль, став клуб «Престон Норт-Енд» в 1889 році; востаннє здійснив дубль лондонський «Арсенал» в 2002 році.
Рідше термін дубль вживається стосовно перемоги команди в національному чемпіонаті і Кубку Чемпіонів/Лізі Чемпіонів протягом одного сезону.
В англійському футболі дублем також називають перемогу однієї команди над другою в обох зустрічах (домашній і гостьовій) протягом одного сезону національного чемпіонату.
Дублем також називають два голи, забиті футболістом протягом одного матчу.

## Дублі в деяких національних чемпіонатах
| - 1937 — «Динамо» (Москва) - 1938, 1939, 1958 — «Спартак» (Москва) - 1948 — ЦДКА - 1951 — ЦДСА - 1960 — «Торпедо» (Москва) - 1966, 1974, 1985, 1990 — «Динамо» (Київ) - 1973 — «Арарат» (Єреван) - 1991 — ЦСКА | - 1993, 1996, 1998, 1999, 2000, 2003, 2007, 2015, 2021 — «Динамо» (Київ) - 2002, 2008, 2011, 2012, 2013, 2017, 2018, 2019 — «Шахтар» (Донецьк) - 1992, 1994, 1998 — «Спартак» (Москва) - 2005, 2006, 2013 — ЦСКА (Москва) - 2010, 2020 — «Зеніт» (Санкт-Петербург) |

### Чемпіонат АнгліїіКубок Англії

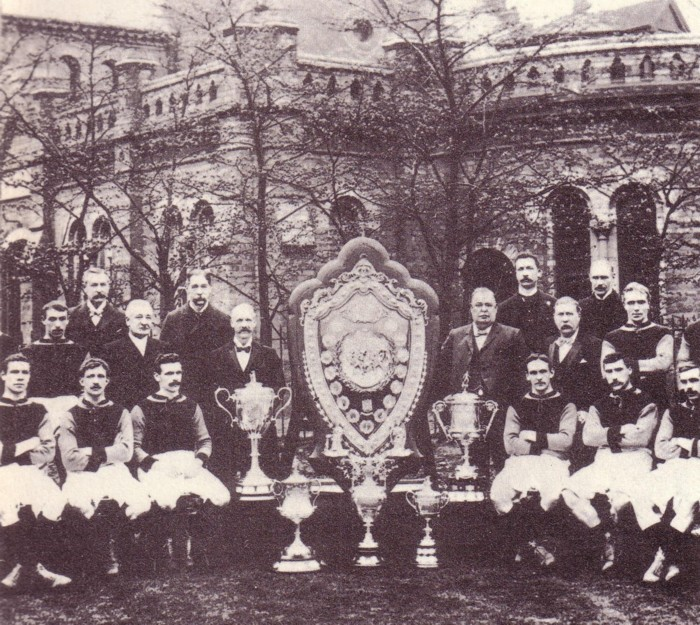
«Астон Вілла» здобуває дубль в 1897 році.

Слід зауважити, що в Англії існує два щорічних кубкових турніри: Кубок Асоціації (найпрестижніший) і Кубок ліги. Під час одного сезону перемагали в вищій лізі чемпіонату Англії (зараз — Прем'єр-Ліга) і виборювали Кубок Асоціації такі команди:
- 1889 — «Престон Норт-Енд»
- 1897 — «Астон Вілла»
- 1961 — «Тоттенгем Готспур»
- 1971 — «Арсенал»
- 1986 — «Ліверпуль»
- 1994 — «Манчестер Юнайтед»
- 1998 — «Арсенал»
- 1999 — «Манчестер Юнайтед»
- 2002 — «Арсенал»

Також іноді трапляються синхронні перемоги однієї команди в чемпіонаті і Кубку Ліги, в обох кубках і в усіх трьох змаганнях (така подія називається в Англії «требл».

### Чемпіонат ІталіїіКубок Італії
- 1943 — «Торіно»
- 1960 — «Ювентус»
- 1987 — «Наполі»
- 1995 — «Ювентус»
- 2000 — «Лаціо»
- 2006 — «Інтернаціонале» (чемпіонський титул цього року клуб отримав внаслідок дискваліфікації «Ювентуса» і «Мілана» в ході скандалу з договірними матчами)

### Лідери за кількістю дублів (10 і більше)
Станом на травень 2021 року (враховано не всі країни)
| Клуб               | Країна            | Дублів |
| ------------------ | ----------------- | ------ |
| «Лінфілд»          | Північна Ірландія | 25     |
| «Рейнджерз»        | Шотландія         | 18     |
| «Селтік»           | Шотландія         | 18     |
| «Олімпіакос»       | Греція            | 17     |
| «Мухаррак»         | Бахрейн           | 15     |
| «Аль-Аглі»         | Єгипет            | 14     |
| «Левскі» (Софія)   | Болгарія          | 13     |
| «Динамо» (Київ)    | Україна           | 13     |
| «Хавнар Болтфелаг» | Фарерські острови | 12     |
| «ЦСКА» (Софія)     | Болгарія          | 11     |
| «Црвена Звезда»    | Сербія            | 10     |

## Деякі євродублі

### Кубок чемпіонів/Ліга чемпіонів і чемпіонат Англії
- 1977, 1984 — «Ліверпуль»
- 1999, 2008 — «Манчестер Юнайтед»

### Кубок чемпіонів/Ліга чемпіонів і чемпіонат Іспанії
- 1955, 1957, 1958 — «Реал» (Мадрид)
- 1992, 2006, 2011 — «Барселона»

### Кубок чемпіонів/Ліга чемпіонів і чемпіонат Італії
- 1965 — «Інтернаціонале»
- 1994 — «Мілан»

### Інші
- 2001 —  «Баварія» (Мюнхен)
- 2005 —  «Порту»
- 2025 —  «Парі Сен-Жермен»[1]

## Дублі збірних
Стосовно національних збірних дублем може називатися перемога в континентальній першості і першості світу, які слідують одна за одною. Лише трьом командам вдавалося досягти такого результату.
- Збірна ФРН — чемпіон Європи 1972 і чемпіон світу 1974.
- Збірна Франції — чемпіон світу 1998 і чемпіон Європи 2000.
- Збірна Бразилії — чемпіон світу 2002 і чемпіон Південної Америки 2004.
- Збірна Іспанії — чемпіон Європи 2008 і чемпіон світу 2010.
- Збірна Іспанії — чемпіон світу 2010 і чемпіон Європи 2012.